# Мехелен
 Тази статия е за града в Белгия.  За административния окръг вижте Мехелен (окръг).  За футболния отбор вижте КВ Мехелен.
Мехелен (на нидерландски: Mechelen) или Малин (на френски: Malines) е град в белгийската провинция Антверпен. Градът се намира в южната част на тази провинция, централно между градовете Антверпен и Брюксел, на бреговете на река Дейле. Мехелен има приблизително 86 600 жители (2019). Това е петият по големина град във Фландрия по население и вторият по големина град в провинцията, след Антверпен.
Мехелен е също така столица на окръг Мехелен.

## Топоним
При разделянето на империята на Лотар I между Карл II Плешиви, крал на франките и Лудвиг Немски на 8 август 870 г., Мехелен се споменава отделно като Малин в частта, принадлежаща на Карл II.
След това Малин (Мехелен) се споменава в писмо за подарък от Шарл III. В това подаръчно писмо от 915 г. той прехвърля абатствата на Астиер и Мехелен на Стефанус, епископа на Тонгерен (и следователно на Лиеж). Диплома от 980 – 981 г. потвърждава Малин, както и Юй, Фос, Лоб и Тонгерен като собственост на епископа на Лиеж и освен това Малин се споменава в сертификат от 1008 г., в който Хайнрих II предоставя ловни работни места в Waverwoud.
По-късно Малин се променя на Махеле (Machele) през 12 век, Мехгелме (Mechgelme) през 14 век и накрая Мехелен (Mechelen) през 15 век. Смята се, че името на града произлиза от думата machal, която се отнася за място за среща или съд.

## История
До 1795 г. Мехелен е център на малкото независимо Господство на Мехелен. В този контекст, районът е имал същия статут като например Холандия, Зеландия, Фландрия и Брабант. В кратък период през 15 и 16 век Нидерландия била управлявана от Мехелен и градът изпълнявал ролята на административна столица на Нидерландия (определено от Маргарита Австрийска). Този период допринесъл за обширната художествена колекция и няколко забележителни сгради. Мехелен има вторият най-голям брой защитени сгради във Фландрия, включително четири в списъка на ЮНЕСКО.

## География

### Сърцевината на града
В допълнение към града, Мехелен има и пет по-малки предградия: Хефен, Хомбеек, Леест, Мойзен и Валем.
Валем е разположен северно от града, на река Нете. Хефен, Леест и Хомбеек се разпростира на запад, срещу река Сен (приток на Дейле). Мойзен е разположен на югоизток, малко по-нагоре по течението на Дейле. Освен това, в града има различни махали и квартали. Кварталът, северозападно от града, където притокът на река Дейле, Сен и каналът Льовен-Мехелен, се сливаг с Дейле, се нарича Зенегат. Самият град е административно разпределен на райони Център, Мехелен-Север, Мехелен-Юг, Бател (западно от Дейле), Арсенал и Некерспул на изток.

### Съседни общини
- Бонхейден
- Бортмербек
- Капеле оп ден Бос
- Рьомст
- Синт Кателейне - Вавер
- Вилебрук
- Земст
- Дьофел (диагонално по Долна Дейле)

## Спорт
- Мехелен е домакин на два от най-старите белгийски футболни отбора: Расинг Мехелен и КВ Мехелен – и двата основани през 1904 г. КВ Мехелен играе в най-високата дивизия на Белгия, Юпилер Про лига, и е ставал шампион на страната четири пъти и два пъти е носител на купата на Белгия. Те са и последният белгийски футболен отбор спечелил европейски клубен турнир – Купа на носителите на купи през 1988 г. Расинг Мехелен играе в трета аматьорска лига Б и е ставал вицешампион на Белгия и веднъж е губил финал за купата. Останалите отбори от град Мехелен играят в провинциалните лиги – Спортинг Мехелен, СК Рапид Леест, Леест Юнайтед, КФК Мойзен, СК Хефен, Зеенестер Хомбеек и ФК Валем.
- Уиндсърф клуб Алеман е установен на дългото 36 хектара Еглегемското езеро, както и клубът по ветроходство и сърф ВФД Мехелен.
- De Nekker е зона за спорт и отдих, а прилежащата зала Nekkerhal е голяма зала за изложби и събития.
- Ще има и нова ледена пързалка зад комплекс Утополис до De Nekker, близо до река Дейле. Това ще замени сегашната ледена пързалка в район Леест.
- Клубът по водна топка РСК Мехелен.
- Бившият баскетболен отбор Расинг Мехелен (многократен национален шампион).

## Известни личности
Родени в Мехелен
- Ане Тереса Де Керсмакер (р. 1960), хореографка
- Вик Нес (р. 1936), композиторасин
- Марк Ойтерхувен (р. 1957), телевизионен водещ
- Ремберт Додунс (1517 – 1585), ботаник и лекар

Други
- Жозеф Кардейн (1882 – 1967), духовник, завършва семинарията през 1906

## Побратимени градове
- САЩ: Арвада, Колорадо
- Китай: Чънду
- Румъния: Сибиу
- Боливия: Сукре
- Франция: Дижон
- Япония: Июки (в провинция Ибараки)
- Нидерландия: Хелмонд
- Мароко: Надор